# Batailles de New Ulm
Guerre des Sioux de 1862
Batailles
Guerre des Sioux de 1862 :
- Agence Lower Sioux
- Redwood Ferry
- New Ulm
- Fort Ridgely
- Birch Coulee
- Fort Abercrombie
- Wood Lake

Les batailles de New Ulm sont deux attaques menées les 19 et 23 août 1862 par des Dakotas sur la ville de New Ulm au Minnesota durant la guerre des Sioux de 1862.
Le 19 août, une centaine de guerriers dakotas assiègent la ville durant plusieurs heures jusqu'à ce qu'un orage éclate, poussant les Amérindiens à se retirer. Les jours suivants, le juge Charles Flandrau organise la milice et tente d'améliorer les défenses de la ville.
Les Dakotas attaquent de nouveau New Ulm le 23 août avec environ 650 guerriers. Plusieurs bâtiments sont incendiés tandis que les défenseurs se replient derrière des barricades érigées au centre de la ville. Après plusieurs heures de combat, les Amérindiens finissent par se retirer.
Le jour suivant Flandrau donne l'ordre d'incendier le reste des bâtiments et organise l'évacuation de plus de 1 500 résidents de New Ulm vers Mankato, Saint Peter et Saint Paul.